# Fußball-Europameisterschaft 1972/Statistik
Dieser Artikel gibt einen Überblick über die Rekorde und Statistiken zur Fußball-Europameisterschaft 1972.

## Abschlusstabelle EM 1972
| Rang | Mannschaft     | Spiele | Siege | Unentschieden | Niederlagen | Tore | Tordifferenz | Punkte |
| ---- | -------------- | ------ | ----- | ------------- | ----------- | ---- | ------------ | ------ |
| 1    | BR Deutschland | 2      | 2     | 0             | 0           | 5:1  | +4           | 4:0    |
| 2    | Sowjetunion    | 2      | 1     | 0             | 1           | 1:3  | −2           | 2:2    |
| 3    | Belgien        | 2      | 1     | 0             | 1           | 3:3  | ±0           | 2:2    |
| 4    | Ungarn         | 2      | 0     | 0             | 2           | 1:3  | −2           | 0:4    |

Anmerkung: Entscheidend für die Reihenfolge ist die erreichte Runde (Sieger, Finalist, Dritter, Vierter)

## Spieler
- Ältester Spieler: Léon Semmeling (Belgien) mit 32 Jahren und 145 Tagen (2 Einsätze)
- Jüngster Spieler: Anatoli Baidatschny (UdSSR) mit 19 Jahren und 257 Tagen (2 Einsätze)

## Torschützen
- Erster Torschütze: Gerd Müller (Deutschland) im Spiel gegen Belgien
- Jüngster Torschütze: Anatolij Konkow (UdSSR) mit 22 Jahren und 269 Tagen
- Ältester Torschütze: Lon Polleunis (Belgien) mit 29 Jahren und 44 Tagen – zudem erster eingewechselter Torschütze
- Schnellste Torschützen: Gerd Müller und Raoul Lambert (Belgien) in der 24. Minute der Spiele gegen Belgien bzw. Ungarn

## Torschützenliste
| Rang | Spieler         | Tore |
| ---- | --------------- | ---- |
| 1    | Gerd Müller     | 4    |
| 2    | Anatolij Konkow | 1    |
|      | Lajos Kű        | 1    |
|      | Raoul Lambert   | 1    |
|      | Lon Polleunis   | 1    |
|      | Paul Van Himst  | 1    |
|      | Herbert Wimmer  | 1    |

Torschützenkönig des gesamten Wettbewerbs wurde ebenfalls Gerd Müller mit 11 Toren.

## Trainer
- Jüngster Trainer: Rudolf Illovszky (Ungarn) mit 50 Jahre, 479 Tage
- Ältester Trainer: Helmut Schön (Deutschland) mit 56 Jahren und 277 Tagen
- Helmut Schön gewann mit Deutschland die Europameisterschaft und 1974 die Weltmeisterschaft.

## Qualifikation
32 der damaligen Mitgliedsverbände wollten an der EM teilnehmen. Zunächst wurde in acht Vierer-Gruppen gespielt. Die Gruppensieger bestritten dann Viertelfinalspiele mit Hin- und Rückspiel. Von den vier Siegern wurde dann der Ausrichter bestimmt. Von den vorherigen Europameistern konnte sich nur die UdSSR qualifizieren. Italien scheiterte im Viertelfinale an Belgien, Spanien in der Gruppenphase an der UdSSR. Von den Teilnehmern der vorherigen Endrunde scheiterte England im Viertelfinale an Deutschland und Jugoslawien im Viertelfinale an der UdSSR. Keine Mannschaft konnte alle Spiele gewinnen. Nur die späteren Finalisten Deutschland und die UdSSR blieben ungeschlagen. Zypern verlor als einzige Mannschaft alle sechs Gruppenspiele. Die Niederlande schoss in den Gruppenspielen die meisten Tore (18), die Ungarn im Viertelfinale (5), wozu sie aber ein drittes Spiel nach zwei Remis gegen Rumänien benötigten. Bester Torschütze der Qualifikation war Gerd Müller mit 7 Toren. Erstmals konnte sich Belgien qualifizieren.

## Fortlaufende Rangliste
| Rang | Mannschaft          | Teilnahmen | Spiele | Siege | Unentschieden | Niederlagen | Tore | Tordifferenz | Punkte |
| ---- | ------------------- | ---------- | ------ | ----- | ------------- | ----------- | ---- | ------------ | ------ |
| 1    | Sowjetunion (=)     | 4          | 8      | 4     | 1             | 3           | 10:8 | +2           | 9:7    |
| 2    | Jugoslawien (=)     | 2          | 5      | 2     | 1             | 2           | 8:9  | −1           | 5:5    |
| 3    | BR Deutschland (N)  | 1          | 2      | 2     | 0             | 0           | 5:1  | +4           | 4:0    |
| 4    | Spanien ↓1          | 1          | 2      | 2     | 0             | 0           | 4:2  | +2           | 4:0    |
| 5    | Italien ↓1          | 1          | 3      | 1     | 2             | 0           | 3:1  | +2           | 4:2    |
| 6    | England (=)         | 1          | 2      | 1     | 0             | 1           | 2:1  | +1           | 2:2    |
| 7    | Belgien (N)         | 1          | 2      | 1     | 0             | 1           | 3:3  | ±0           | 2:2    |
| 8    | Tschechoslowakei ↓1 | 1          | 2      | 1     | 0             | 1           | 2:3  | −1           | 2:2    |
| 9    | Ungarn ↓4           | 2          | 4      | 1     | 0             | 3           | 5:6  | −1           | 2:6    |
| 10   | Frankreich ↓2       | 1          | 2      | 0     | 0             | 2           | 4:7  | −3           | 0:4    |
| 11   | Dänemark ↓2         | 1          | 2      | 0     | 0             | 2           | 1:6  | −5           | 0:4    |

Anmerkungen: Kursiv gesetzte Mannschaften waren 1972 nicht dabei, fett gesetzte Mannschaft gewann das Turnier. Das 1968 durch Losentscheid entschiedene Halbfinale zwischen Italien und der UdSSR wird in dieser Tabelle als Remis gewertet.

## Besonderheiten
- Deutschland konnte als bisher letzter Endrunden-Neuling den Titel gewinnen.
- Die wenigsten Zuschauer bei einem Spiel: 1700 beim Halbfinale UdSSR – Ungarn[2] (andere Quelle: 2000[3])
- Die erste belegte Verwarnung (Gelbe Karte) im Finale erhielt Wolodymyr Kaplytschnyj (Sowjetunion).
- Erstmals wurde ein Nachbar des Gastgebers Europameister
- Belgien konnte als einziger Gastgeber das Spiel um Platz 3 gewinnen, das aber nur bis 1980 ausgetragen wurde